# 比奇角

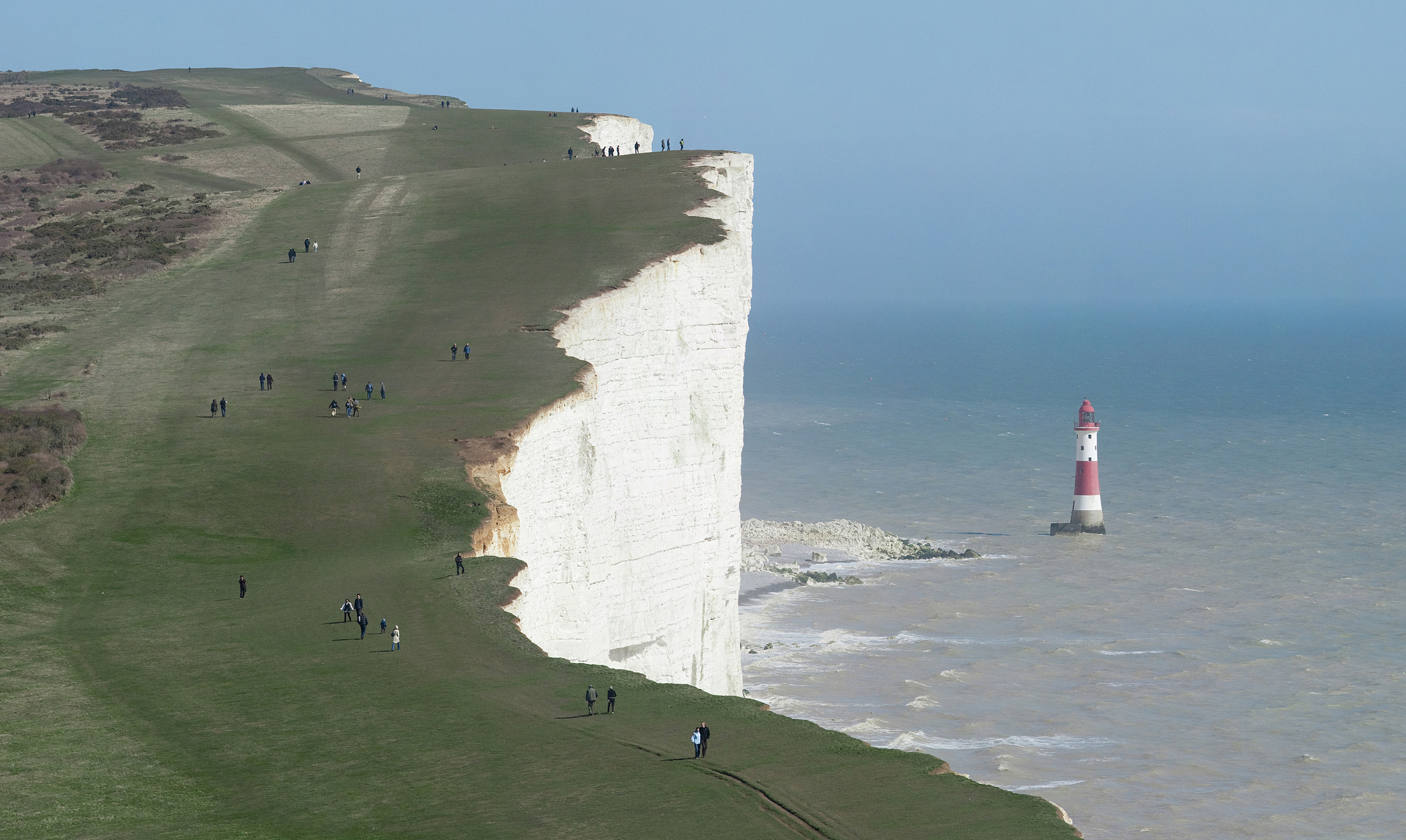
比奇角

比奇角（英語：Beachy Head）位于英国英格兰东萨塞克斯郡伊斯特本西南、七姐妹岩以东的英吉利海峡岸边，为一处白垩岩组成的海岸悬崖，悬崖高达162米，是英国最高的海岸悬崖，为著名的旅游胜地。其名称来源于法语“Beauchef”和“Beaucheif”，意为“美丽的海角”。在距悬崖165米的英吉利海峡中建有一座高43米的灯塔。比奇角扼守海上交通要道英吉利海峡，战略位置重要，1690年大同盟战争期间在此地发生了比奇角海战。
2015年，在英国旅游局举办的“#英国等你来命名#”活动中，“比奇角”一名被评选为“自然奇观”主题里“最受欢迎命名”之一。
此外，1968年電影《飛天萬能車》亦選擇此地作為其中的取景地，在萬能車跌落懸崖時張開雙翼飛翔以化解危機。